# منتجات ملائمة للأسنان
تحتوي المنتجات الملائمة للأسنان على علامة تميزها عن بقية المنتجات المسرطنة أو التي تسبب تسوس الأسنان، وهي بعبارة أدق آمنة للأسنان. تحتوي المنتجات الملائمة للأسنان على مُحليات لا يتم تخميرها بواسطة البكتيريا الفموية التي تتواجد على الأسنان كما أنها لا تحتوي على كميات زائدة من الأحماض الغذائية.
أوصت مجموعة عمل تابعة لمنظمة الصحة العالمية في عام 1983 بتشجيع استهلاك الحلويات الملائمة للأسنان وغير المسرطنة.
قررت كليات طب الأسنان بالجامعة السويسرية في أوائل الثمانينيات إطلاق حملة إعلامية جديدة حول التغذية وصحة الفم لتزويد المستهلكين بإرشادات سهلة حول المنتجات الملائمة للأسنان، واتبعت الحملة الجديدة نهجًا مختلفًا بدلًا من التحذير من استهلاك الحلويات، تحمورت الفكرة حول تثقيف المستهلكين وتشجيعهم على تناول منتجات الحلويات فقط التي لا تضر بأسنانهم، وتشجيعًا على ذلك أطلقت هذه الحملة ملصق (السن السعيد) على العلامة التجارية المسجلة لتميز المنتجات (الحلويات والمشروبات والمحليات والأدوية) التي ثبت في اختبار علمي أنها تفتقر إلى كل من القدرة على التسرطن والتآكل.
تُختبر هذه المنتجات عن طريق قياس درجة الحموضة داخل الفم وقياس الأس الهيدروجيني للويحات البكتيرية على الأقل في أربعة متطوعين خلال ولمدة 30 دقيقة بعد استهلاك المنتج باستخدام قطب كهربائي، بعد ذلك تُقاس المنتجات التي لا تخفض درجة حموضة البلاك إلى أقل من 5.7 تحت ظل هذا الاختبار.
قيم المكتب الفيدرالي السويسري للصحة الأساس العلمي لاستخدام المنتجات الملائمة للأسنان وقبلته إدارة الغذاء والدواء الأمريكية والهيئة الأوروبية لسلامة الأغذية ومراقبة الأغذية الألمانية والسلطات الأسترالية المختصة.
بعض الأمثلة على المحليات الملائمة للأسنان هي:
- السوربيتول
- المالتيتول
- الأيزومالت
- إكسيليتول
- السكرالوز
- ستيفيا
- أيزومالتولوز
- تاجاتوز
- موغروسيد
- إريثريتول

تصادق المنظمة العالمية للعناية بالأسنان على المنتجات التي تم اختبارها وثبت أنها آمنة للأسنان، وهي منظمة غير تجارية تأسست في عام 1989 في بازل في مدينة سويسرا، وأصبح للمنظمة العالمية للعناية بالأسنان الحق في منح علامات جودة خاصة للمنتجات الملائمة للأسنان منذ عام 1989 لتمييز المنتجات غير الضارة بالأسنان، وأعضاء المنظمة هم أطباء الأسنان ومؤسسات طب الأسنان والصحة العامة ومصنعي الحلويات والعناية بالفم.